# Handball-Panamerikameisterschaft der Männer 2004
Die Handball-Panamerikameisterschaft der Männer 2004 war die elfte Austragung der Handball-Panamerikameisterschaft der Männer für Nationalmannschaften Nord-, Zentral- und Südamerikas sowie der Karibik. Organisiert wurde das Turnier von der Pan-American Team Handball Federation. Es wurde vom 20. bis 24. Juli im Centro de Alto Rendimiento in Santiago de Chile ausgetragen. Das Team aus Argentinien gewann ihren dritten Titel und qualifizierte sich wie die nächstplatzierten Brasilianer und Kanadier für die Weltmeisterschaft 2005.

## Turnierverlauf

### Gruppe A
Legende
| Pl. | Land               | Sp. | S | U | N | Tore    | Diff. | Punkte |
| --- | ------------------ | --- | - | - | - | ------- | ----- | ------ |
| 1.  | Brasilien          | 3   | 3 | 0 | 0 | 094:400 | +54   | 6      |
| 2.  | Kanada             | 3   | 2 | 0 | 1 | 071:660 | +5    | 4      |
| 3.  | Puerto Rico        | 3   | 1 | 0 | 2 | 066:980 | −32   | 2      |
| 4.  | Vereinigte Staaten | 3   | 0 | 0 | 3 | 059:860 | −27   | 0      |

Anmk.: Bei Punktgleichheit entschied der direkte Vergleich, dann das Torverhältnis.
| 20. Juli 2004 14.30 Uhr | Brasilien | 25:13 | Kanada | Centro de Alto Rendimiento, Santiago de Chile |
| 20. Juli 2004 14.30 Uhr | (13:10)   |       |        | Centro de Alto Rendimiento, Santiago de Chile |
| 20. Juli 2004 14.30 Uhr |           |       |        | Centro de Alto Rendimiento, Santiago de Chile |

| 20. Juli 2004 20.30 Uhr | Puerto Rico | 26:18 | Vereinigte Staaten | Centro de Alto Rendimiento, Santiago de Chile |
| 20. Juli 2004 20.30 Uhr |             |       |                    | Centro de Alto Rendimiento, Santiago de Chile |
| 20. Juli 2004 20.30 Uhr |             |       |                    | Centro de Alto Rendimiento, Santiago de Chile |

| 21. Juli 2004 16.30 Uhr | Kanada | 26:18 | Vereinigte Staaten | Centro de Alto Rendimiento, Santiago de Chile |
| 21. Juli 2004 16.30 Uhr |        |       |                    | Centro de Alto Rendimiento, Santiago de Chile |
| 21. Juli 2004 16.30 Uhr |        |       |                    | Centro de Alto Rendimiento, Santiago de Chile |

| 21. Juli 2004 18.30 Uhr | Brasilien | 38:14 | Puerto Rico | Centro de Alto Rendimiento, Santiago de Chile |
| 21. Juli 2004 18.30 Uhr |           |       |             | Centro de Alto Rendimiento, Santiago de Chile |
| 21. Juli 2004 18.30 Uhr |           |       |             | Centro de Alto Rendimiento, Santiago de Chile |

| 22. Juli 2004 14.30 Uhr | Kanada | 32:23 | Puerto Rico | Centro de Alto Rendimiento, Santiago de Chile |
| 22. Juli 2004 14.30 Uhr |        |       |             | Centro de Alto Rendimiento, Santiago de Chile |
| 22. Juli 2004 14.30 Uhr |        |       |             | Centro de Alto Rendimiento, Santiago de Chile |

| 22. Juli 2004 16.30 Uhr | Brasilien | 31:13 | Vereinigte Staaten | Centro de Alto Rendimiento, Santiago de Chile |
| 22. Juli 2004 16.30 Uhr | (13:8)    |       |                    | Centro de Alto Rendimiento, Santiago de Chile |
| 22. Juli 2004 16.30 Uhr |           |       |                    | Centro de Alto Rendimiento, Santiago de Chile |

### Gruppe B
Legende
| Pl. | Land        | Sp. | S | U | N | Tore     | Diff. | Punkte |
| --- | ----------- | --- | - | - | - | -------- | ----- | ------ |
| 1.  | Argentinien | 3   | 3 | 0 | 0 | 0102:480 | +54   | 6      |
| 2.  | Chile       | 3   | 2 | 0 | 1 | 080:770  | +3    | 4      |
| 3.  | Grönland    | 3   | 0 | 1 | 2 | 067:820  | −15   | 1      |
| 4.  | Mexiko      | 3   | 0 | 1 | 2 | 056:980  | −42   | 1      |

Anmk.: Bei Punktgleichheit entschied der direkte Vergleich, dann das Torverhältnis.
| 20. Juli 2004 16.30 Uhr | Argentinien | 30:17 | Grönland | Centro de Alto Rendimiento, Santiago de Chile |
| 20. Juli 2004 16.30 Uhr |             |       |          | Centro de Alto Rendimiento, Santiago de Chile |
| 20. Juli 2004 16.30 Uhr |             |       |          | Centro de Alto Rendimiento, Santiago de Chile |

| 20. Juli 2004 18.30 Uhr | Chile | 35:18 | Mexiko | Centro de Alto Rendimiento, Santiago de Chile |
| 20. Juli 2004 18.30 Uhr |       |       |        | Centro de Alto Rendimiento, Santiago de Chile |
| 20. Juli 2004 18.30 Uhr |       |       |        | Centro de Alto Rendimiento, Santiago de Chile |

| 21. Juli 2004 14.30 Uhr | Argentinien | 41:16 | Mexiko | Centro de Alto Rendimiento, Santiago de Chile |
| 21. Juli 2004 14.30 Uhr | (12:8)      |       |        | Centro de Alto Rendimiento, Santiago de Chile |
| 21. Juli 2004 14.30 Uhr |             |       |        | Centro de Alto Rendimiento, Santiago de Chile |

| 21. Juli 2004 20.30 Uhr | Chile | 30:28 | Grönland | Centro de Alto Rendimiento, Santiago de Chile |
| 21. Juli 2004 20.30 Uhr |       |       |          | Centro de Alto Rendimiento, Santiago de Chile |
| 21. Juli 2004 20.30 Uhr |       |       |          | Centro de Alto Rendimiento, Santiago de Chile |

| 22. Juli 2004 18.30 Uhr | Grönland | 22:22 | Mexiko | Centro de Alto Rendimiento, Santiago de Chile |
| 22. Juli 2004 18.30 Uhr |          |       |        | Centro de Alto Rendimiento, Santiago de Chile |
| 22. Juli 2004 18.30 Uhr |          |       |        | Centro de Alto Rendimiento, Santiago de Chile |

| 22. Juli 2004 20.30 Uhr | Argentinien | 31:15 | Chile | Centro de Alto Rendimiento, Santiago de Chile |
| 22. Juli 2004 20.30 Uhr |             |       |       | Centro de Alto Rendimiento, Santiago de Chile |
| 22. Juli 2004 20.30 Uhr |             |       |       | Centro de Alto Rendimiento, Santiago de Chile |

### Platzierungsrunde
| 23. Juli 2004 14.30 Uhr | Puerto Rico | 30:24 | Mexiko | Centro de Alto Rendimiento, Santiago de Chile |
| 23. Juli 2004 14.30 Uhr |             |       |        | Centro de Alto Rendimiento, Santiago de Chile |
| 23. Juli 2004 14.30 Uhr |             |       |        | Centro de Alto Rendimiento, Santiago de Chile |

| 23. Juli 2004 16.30 Uhr | Grönland | 27:21 | Vereinigte Staaten | Centro de Alto Rendimiento, Santiago de Chile |
| 23. Juli 2004 16.30 Uhr |          |       |                    | Centro de Alto Rendimiento, Santiago de Chile |
| 23. Juli 2004 16.30 Uhr |          |       |                    | Centro de Alto Rendimiento, Santiago de Chile |

### Halbfinale
| 23. Juli 2004 18.30 Uhr | Brasilien | 32:08 | Chile | Centro de Alto Rendimiento, Santiago de Chile |
| 23. Juli 2004 18.30 Uhr | (15:6)    |       |       | Centro de Alto Rendimiento, Santiago de Chile |
| 23. Juli 2004 18.30 Uhr |           |       |       | Centro de Alto Rendimiento, Santiago de Chile |

| 23. Juli 2004 20.30 Uhr | Argentinien | 27:18 | Kanada | Centro de Alto Rendimiento, Santiago de Chile |
| 23. Juli 2004 20.30 Uhr |             |       |        | Centro de Alto Rendimiento, Santiago de Chile |
| 23. Juli 2004 20.30 Uhr |             |       |        | Centro de Alto Rendimiento, Santiago de Chile |

### Spiel um Platz 7
| 24. Juli 2004 12.00 Uhr | Vereinigte Staaten | 37:29 | Mexiko | Centro de Alto Rendimiento, Santiago de Chile |
| 24. Juli 2004 12.00 Uhr |                    |       |        | Centro de Alto Rendimiento, Santiago de Chile |
| 24. Juli 2004 12.00 Uhr |                    |       |        | Centro de Alto Rendimiento, Santiago de Chile |

### Spiel um Platz 5
| 24. Juli 2004 14.00 Uhr | Grönland | 33:28 | Puerto Rico | Centro de Alto Rendimiento, Santiago de Chile |
| 24. Juli 2004 14.00 Uhr |          |       |             | Centro de Alto Rendimiento, Santiago de Chile |
| 24. Juli 2004 14.00 Uhr |          |       |             | Centro de Alto Rendimiento, Santiago de Chile |

### Spiel um Platz 3
| 24. Juli 2004 16.00 Uhr | Kanada  | 31:24 | Chile | Centro de Alto Rendimiento, Santiago de Chile |
| 24. Juli 2004 16.00 Uhr | (16:11) |       |       | Centro de Alto Rendimiento, Santiago de Chile |
| 24. Juli 2004 16.00 Uhr |         |       |       | Centro de Alto Rendimiento, Santiago de Chile |

### Finale
| 24. Juli 2004 18.00 Uhr | Argentinien | 24:21 | Brasilien | Centro de Alto Rendimiento, Santiago de Chile |
| 24. Juli 2004 18.00 Uhr | (14:11)     |       |           | Centro de Alto Rendimiento, Santiago de Chile |
| 24. Juli 2004 18.00 Uhr |             |       |           | Centro de Alto Rendimiento, Santiago de Chile |

## Platzierungen
Legende
| Rang | Mannschaft |
| ---- | --- |
|      | Argentinien Kader: Matías Carlos Schulz, Francisco Puebla, Juan De Arma, Fernando Gabriel García, Matías Lima, Mariano Larre, Bruno Ferrari, Federico Besasso, Leonardo Facundo Querín, Damián Migueles, Juan Ojea, Marcelo Vieyra, Sergio Crevatín, Gonzalo Carou, Bruno Civelli, Hernán Romano. Trainer: Mauricio Torres. |
|      | Brasilien |
|      | Kanada |
| 4    | Chile |
| 5    | Grönland |
| 6    | Puerto Rico |
| 7    | Vereinigte Staaten |
| 8    | Mexiko |